# Partiet för Oberoende socialdemokrater
Partiet för Oberoende socialdemokrater (Stranka nezavisnih socijaldemokrata) var ett tidigare politiskt parti i Bosnien-Hercegovina, bildat 1996 av Oberoende parlamentarikers nomineringsstämma.
2001 gick man samman med Demokratiska Socialistpartiet och bildade Alliansen av Oberoende socialdemokrater.